# Hozien
Der Hozien ist ein kleiner Fluss im Nordosten von Frankreich, der überwiegend im Département Aisne der Region Hauts-de-France nordwestlich der Stadt Soissons verläuft. Er berührt im Unterlauf auf einer kurzen Strecke aber auch das Département Oise.

## Geografie

### Verlauf
Die Hozien entspringt unter dem Namen Ru du Plat einem kleinen See im nordwestlichen Gemeindegebiet von Juvigny, entwässert generell Richtung Westsüdwest und mündet nach rund 18 Kilometern im Gemeindegebiet von Vic-sur-Aisne als rechter Nebenfluss in die Aisne. 

### Orte am Fluss
(Reihenfolge in Fließrichtung)
- Montécouvé, Gemeinde Juvigny
- Bagneux
- Épagny
- Vézaponin
- Morsain
- La Barbotière, Gemeinde Nouvron-Vingré
- Chevillecourt, Gemeinde Autrêches
- Saint-Christophe-à-Berry
- Rivière, Gemeinde Berny-Rivière
- Vic-sur-Aisne